# آرثر إيفانز (عالم نبات)
آرثر إيفانز (بالإنجليزية: Arthur Humble Evans)‏ (و. 1855 – 1943 م) هو عالم نبات، وعالم طيور بريطاني، كان عضوًا في الجمعية الملكية لإدنبرة، وجمعية علم الطيور الأمريكية، توفي عن عمر يناهز 88 عاماً.

## التعليم
تعلم في كلية كلير، وتحصل منها على ماجستير في الآداب، وتعلم في جامعة كامبريدج، وتحصل منها على دكتوراه في العلوم ‏
.

## جوائز
حصل على جوائز منها:

زمالة الجمعية الملكية لإدنبرة (3 مارس 1924)